# Beuvry-la-Forêt
Beuvry-la-Forêt é uma comuna francesa na região administrativa de Altos da França, no departamento do Norte. Estende-se por uma área de 12.52 km². Em 2010 a comuna tinha 2 792 habitantes (densidade: 223 hab./km²).